# Villanueva de Alcardete
Villanueva de Alcardete es un municipio de la provincia de Toledo, en la comunidad autónoma de Castilla-La Mancha. Ubicado en la comarca de  La Mancha Toledana, tiene una población de 2963 habitantes (INE 2024).

## Toponimia
El nombre de Villanueva de Alcardete procede del topónimo Alcardete, de raíz latino arábiga mozarabizado que se refiere a encinar. Deriva del latino quercus, encina, y la terminación mozárabe ete. Otra hipótesis indica que en época castellano-mozárabe procedería de la sufijación de la palabra «alcorque» de ascendencia árabe. 
En los documentos latinos castellanos aparece como "Alcardet". La palabra Villanueva surgió después como topónimo castellano referido a la población de la nueva villa.

## Geografía

### Ubicación
El municipio se encuentra situado entre campos de viñedos en la comarca de la Mancha. Limita con los términos municipales de Quintanar de la Orden, La Puebla de Almoradiel, Corral de Almaguer y Cabezamesada en la provincia de Toledo, y Horcajo de Santiago, Pozorrubio de Santiago, Villamayor de Santiago y Los Hinojosos de la provincia de Cuenca.
Situado a 120 km de la capital de España, Madrid, y 110 km de Toledo capital.

### Clima
Villanueva de Alcardete tiene un clima mediterráneo continentalizado con precipitaciones escasas que se concentran en primavera y a finales del otoño, con sequía estival acusada e importante oscilación térmica diaria. Las temperaturas son frescas en invierno, con heladas frecuentes aunque menores que en otras zonas de la región, y altas en verano, con máximas que superan ocasionalmente los 40 °C.

## Historia

### Orígenes
Los orígenes de Villanueva se podrían remontar a la época hispanorromana. El asentamiento actual es producto de una concentración de poblados menores. El más importante de estos poblados, llamado El Cardete, estaría cercano al río Gigüela, donde se han encontrado enterramientos visigodos y restos de cerámica. Por causas desconocidas, algunos apuntan a la falta de higiene del lugar y otros a la necesidad de protección ante las continuas invasiones de árabes y castellanos, los pobladores de este asentamiento lo abandonan en el siglo XIII y deciden trasladarse a una zona más segura: su actual emplazamiento.

### Edad Media
Durante la Edad Media  en el periodo de dominación musulmana y de reconquista cristiana, el sur del Tajo pasó por largas épocas de inestabilidad que irían desde la toma de Toledo en 1085 hasta la conquista definitiva de Cuenca en 1177, producto de las campañas almorávides, almohades e incursiones de castigo cristinas, con acciones por ambos bandos de rapiña, razzias y quema de cosechas que ocasionaron hambrunas y continuas fluctuaciones de los grupos de población existentes.
Tras la conquista definitiva de plazas como Huete, Oreja, Ocaña y Uclés por los cristianos, se pasó del dominio musulmán a consolidar las conquistas obtenidas.
Para afianzar el sector de Uclés, en 1174 el rey Alfonso VIII entregó el castillo y la Villa de Uclés a la recién creada Orden Militar de Santiago, cuya expansión se fue abriendo hacia el sur y en 1178, obtuvo el castillo de Añador, junto al Cigüela.
En 1179 el Maestre y el Rey mejoraron la población de Uclés, otorgando a los nuevos pobladores un Fuero que hizo que creciese la población y sus términos.
La repoblación del extenso alfoz de Uclés fue llevada a cabo en el último cuarto del siglo XII y primera mitad del XIII, fracasando muchos de los pueblos primitivos, como es el caso de Alcardete, que fue abandonado por sus vecinos a fines del siglo XIII, momento en que la población se trasladó a un lugar más propicio, que tomó el nombre de Villanueva de Alcardete. Esta obtuvo el Fuero de Uclés y ciertas mercedes del Maestre Don García Fernández, a principios del siglo XIV, con la exención de portazgos para los que acudiesen, pechos para los que acudiesen de fuera del señorío y pusiesen tras avanzadas de viña.
En las guerras de sucesión al trono de Enrique IV, entre los partidarios de Juana la Beltraneja e Isabel I de Castilla, Villanueva de Alcardete tomó partido por la futura reina.

### Edad Moderna

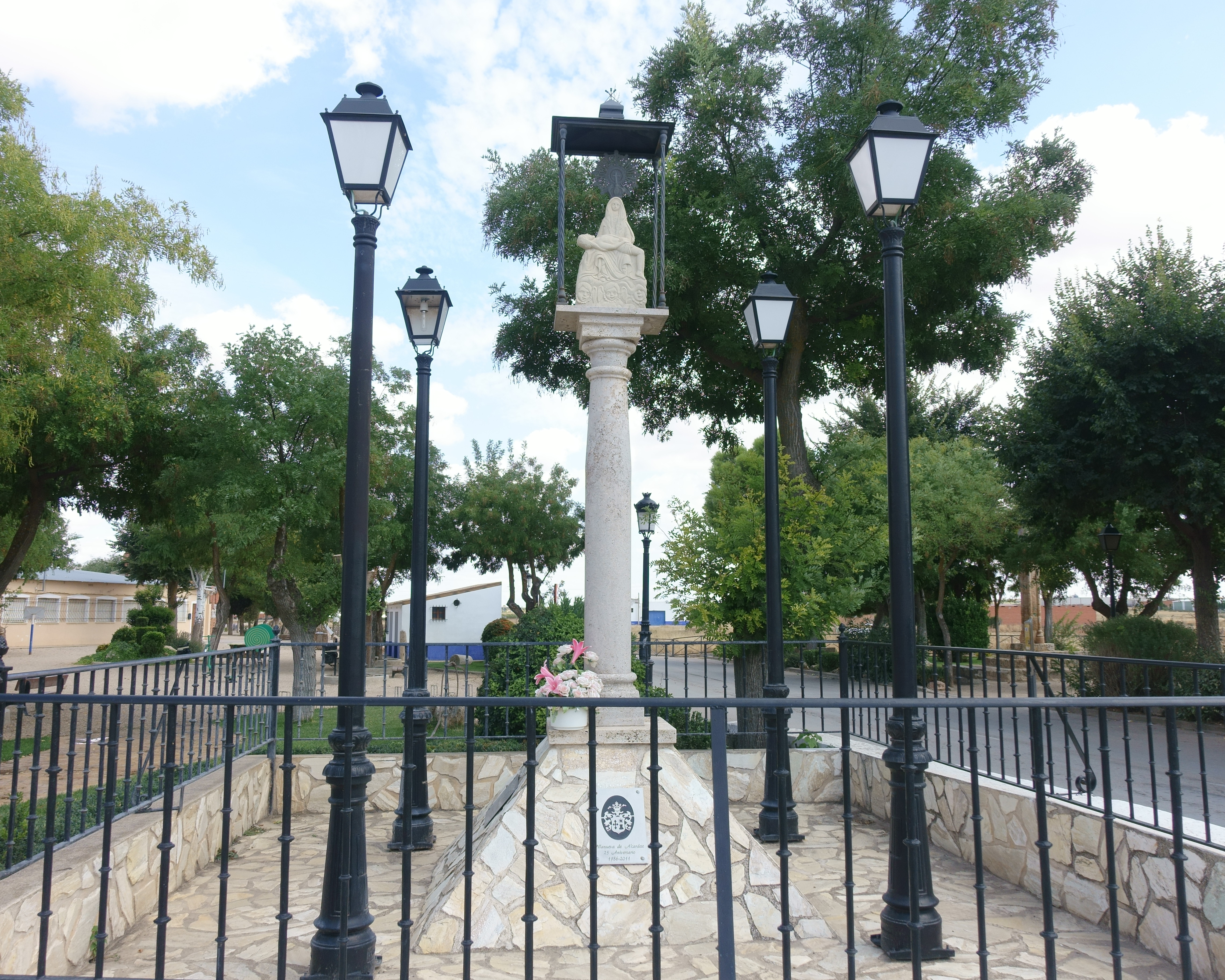
Monumento conmemorativo de la coronación de la Virgen de la Piedad

Carlos I en 1520 concedió el título de Leal Villa a Villanueva de Alcardete por su intervención en la guerra de las Comunidades contra las tropas del obispo Acuña en la acción de El Romeral, otorgándole además de la citada merced, la concesión de doscientas fanegas de sal de las cercanas salinas de Belinchón.
Durante el siglo XVI podemos hablar de distintos acontecimientos en Villanueva de Alcardete: la participación de algunos de sus vecinos en la conquista y colonización del Nuevo Mundo, la creación del pósito de Simón de Villanueva, construcción de gran parte de la iglesia, de la ermita de San Roque, obra que sería seguramente realizada por los moriscos que en ese momento habían llegado desde Granada.
En el siglo XVI se produjo la culminación ascendente de una coyuntura positiva en las actividades agropecuarias, industriales y comerciales, paralela a un crecimiento demográfico de la población. Para entrar a mediados del siglo XVI en una fase de inflexión de la agricultura y de la ganadería derivada del alza general de los precios y de la deferencia entre costos y rendimiento de la producción, que produjeron a lo largo del siglo XVII deudas en la población, arrendamientos, venta de bienes y cargos, tala de montes, aumento de los impuestos, etc.
Es preciso destacar durante esta época en Villanueva la existencia de un elevado número de personajes ilustres, que destacaron en distintos campos: altos cargos de la Administración de Justicia, Ejército, en la Orden de Santiago, hombres de letras, médicos cirujanos, etc, muchos de ellos relacionados con la nobleza del momento.
Existiendo en 1576 de veinte a veinticinco casas de hidalgos y siete u ocho que litigaban ejecutorias de hidalguía, el resto de vecinos eran clérigos, labradores y oficiales. Contaba entonces la población con setecientos cincuenta vecinos.
Entre los personajes relevantes de la villa en aquella época podemos destacar:
Fernando Céspedes de Oviedo, nacido en Villanueva de Alcardete fue personaje importante e influyente: licenciado, Alcalde de los hijosdalgo de Granada, después Juez de Residencia y Corregidor de la villa de Madrid con Felipe II. A su vez fue padre de Gregorio Céspedes.
Gregorio Céspedes, jesuita y primer visitante europeo de Corea en 1593.Recorre China y Extremo Oriente, se convierte en consejero y predicador y persona de confianza de los jerarcas japoneses, pasando a ser cronista de las guerras entre Japón y Corea, donde actuó como mediador para conseguir la paz. Murió en Japón en 1611.
Simón de Villanueva, que moriría en Cartagena de Indias (Colombia), mandó al Ayuntamiento de esta villa 3030 ducados para que se invirtiesen en rentas a voluntad del Municipio. Fue el creador del Pósito de Simón de Villanueva.
El efecto de la crisis económica se fue agravando a lo largo del siglo XVII. En 1683 la población se vio obligada a solicitar del rey que se concediese a los vecinos poder disponer del grano de la Mesa Maestral de la Tercia Real para poder sembrar, por la gran pobreza generalizada que había en la población, debido a las malas cosechas de esos años.
Durante la Guerra de Sucesión de 1717, Villanueva actuó a favor de Felipe V, ayudando a este junto con los pueblos del contorno en una acción en que un cuerpo de ejército compuesto por austriacos y portugueses amenazaban Quintanar de la Orden, logrando que se retirasen.

### Edad Contemporánea
El siglo XIX se iniciará con una serie de convulsiones y circunstancias que propiciarán el derrumbe del Antiguo Régimen. Este siglo será muy cambiante en lo ideológico y no estará exento de conflictos, que Villanueva de Alcardete vivirá muy de cerca, ya que se verá envuelto en gran parte de ellos, tomando parte en distintas guerras: en la Guerra de la Independencia, liberales y absolutistas, liberales y carlistas; guerra de Cuba, etc.
Y llegamos así al siglo XX en el que Villanueva sufre dos acontecimientos importantes que marcan su historia más reciente: la guerra civil española que divide a los vecinos en dos bandos difícilmente reconciliables y las corrientes migratorias de los años 60, hecho que desarraiga a una buena parte de la población: lleva a sus ciudadanos a la zona de Levante español y a cinturones industriales de Madrid y Barcelona.
En la actualidad Villanueva de Alcardete es un pueblo demográficamente estable, económicamente desarrollado y con un equipamiento cultural y social adecuado. Además cuenta con un entramado institucional y asociativo que hacen de él un pueblo tranquilo y organizado.

## Demografía
Cuenta con una población de 2963 habitantes (INE 2024).

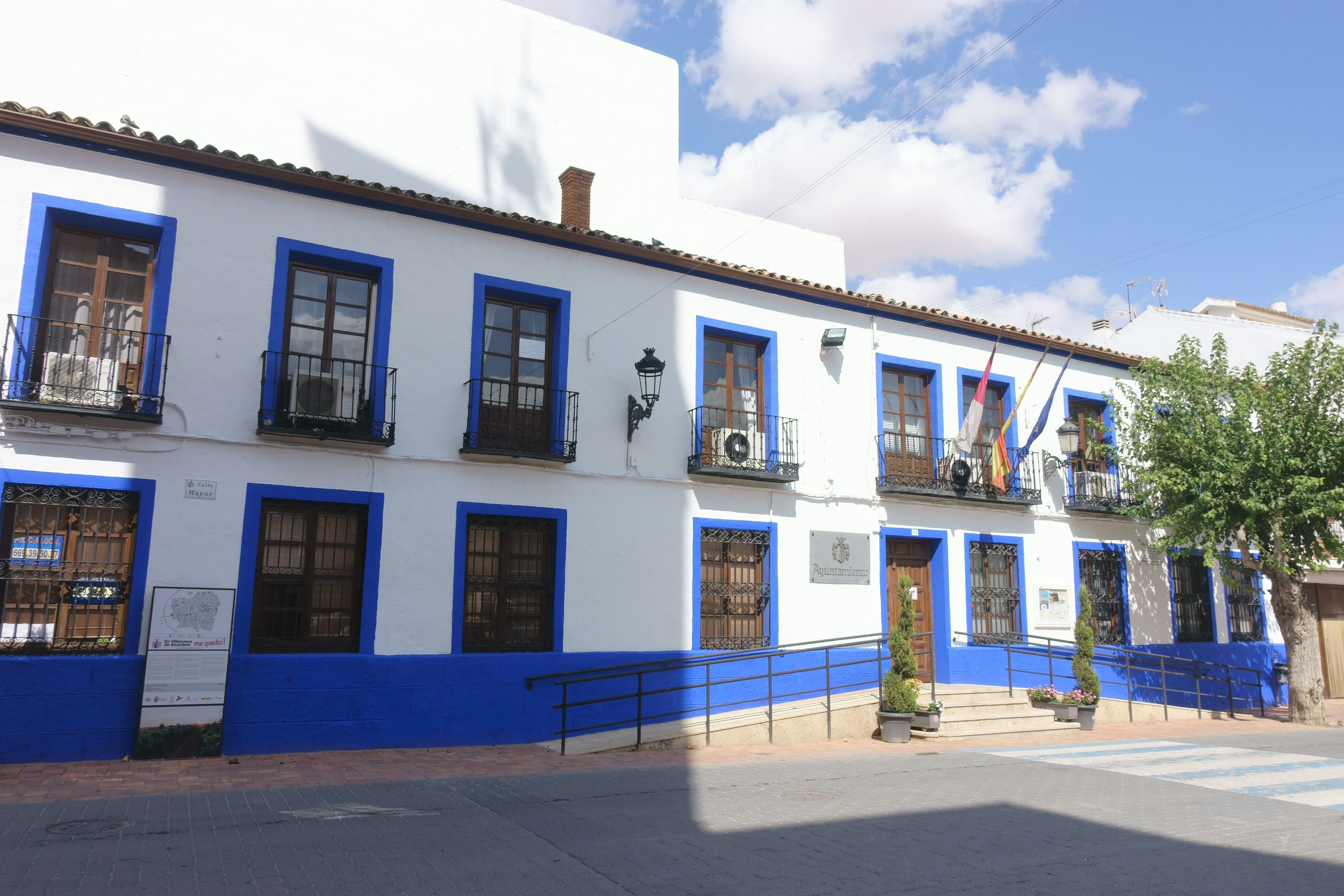
Casa consistorial

| Gráfica de evolución demográfica de Villanueva de Alcardete entre 1842 y 2023 |
| |
| Población de derecho según los censos de población del INE Población de hecho según los censos de población del INEEn estos censos se denominaba Villanueva del Cardete: 1842, 1877, 1887, 1897, 1900 y 1910 En este censo se denominaba Villanueva del Cardete o de Alcardete: 1860 |

## Economía

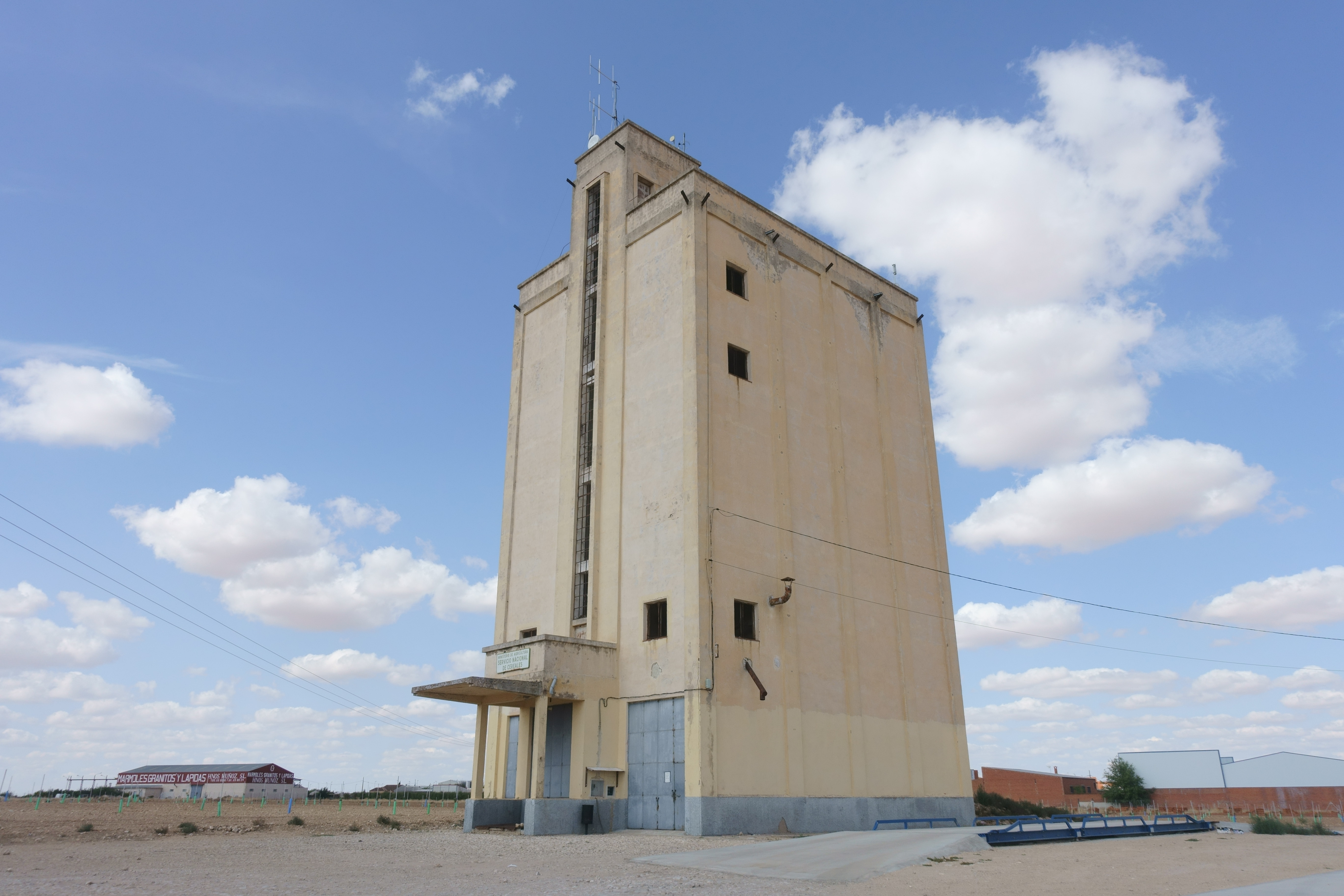
Silo de cereales

La mayoría de la población se dedica y pertenece al sector primario, dedicándose a la agricultura como actividad económica principal y destacando sobre todo el cultivo de la vid, repartido a lo largo de los 147 km² de su término municipal. Los que forman el sector secundario, están presentes en menor medida, aunque en los últimos años este sector ha sufrido un fuerte incremento y se dedica principalmente a la construcción, industria textil, y a la elaboración de productos agroalimentarios destacando entre estos el vino y el queso. El sector terciario tiene una menor representación en la economía local, predominando el comercio y la restauración.

## Patrimonio

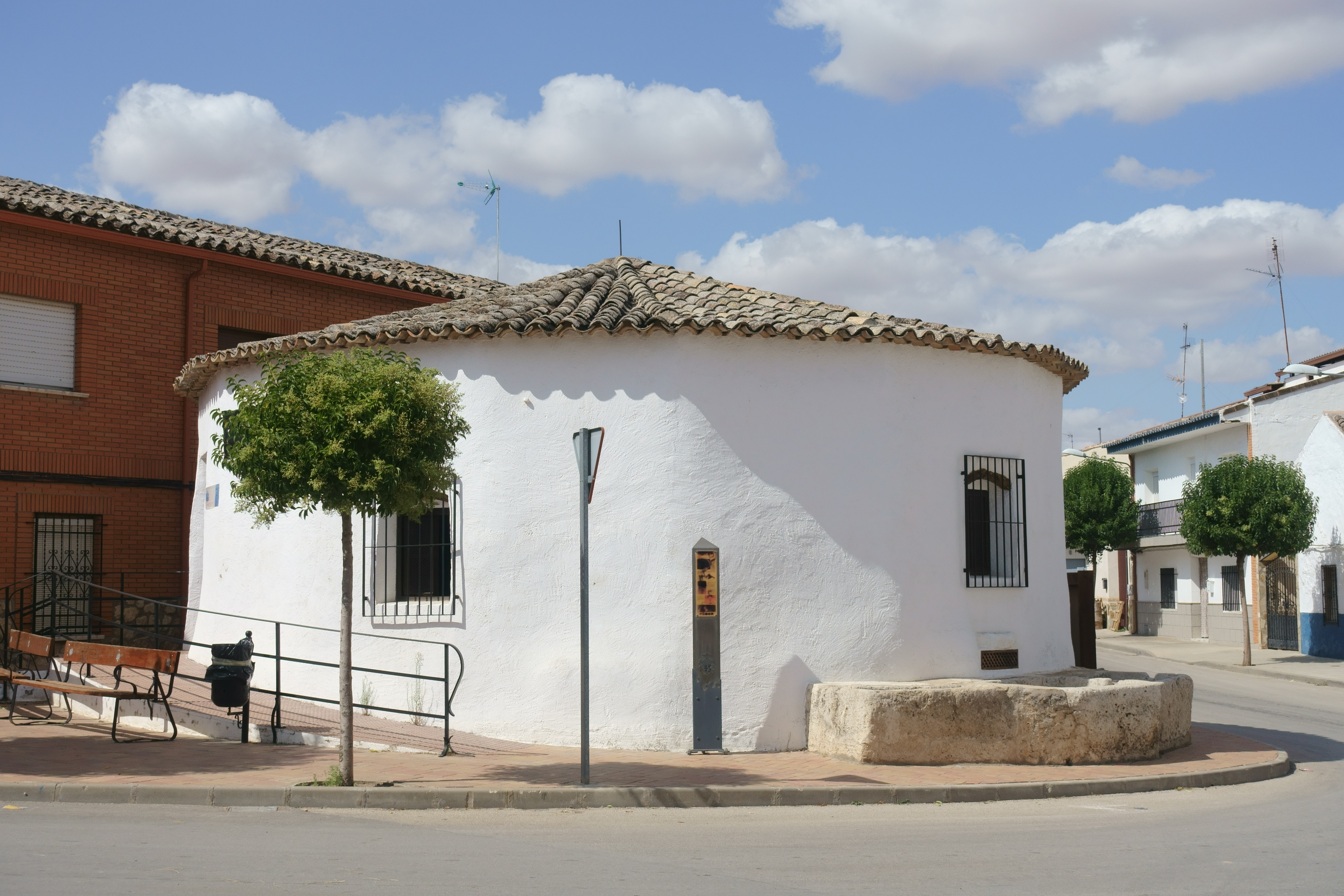
Antiguo abrevadero

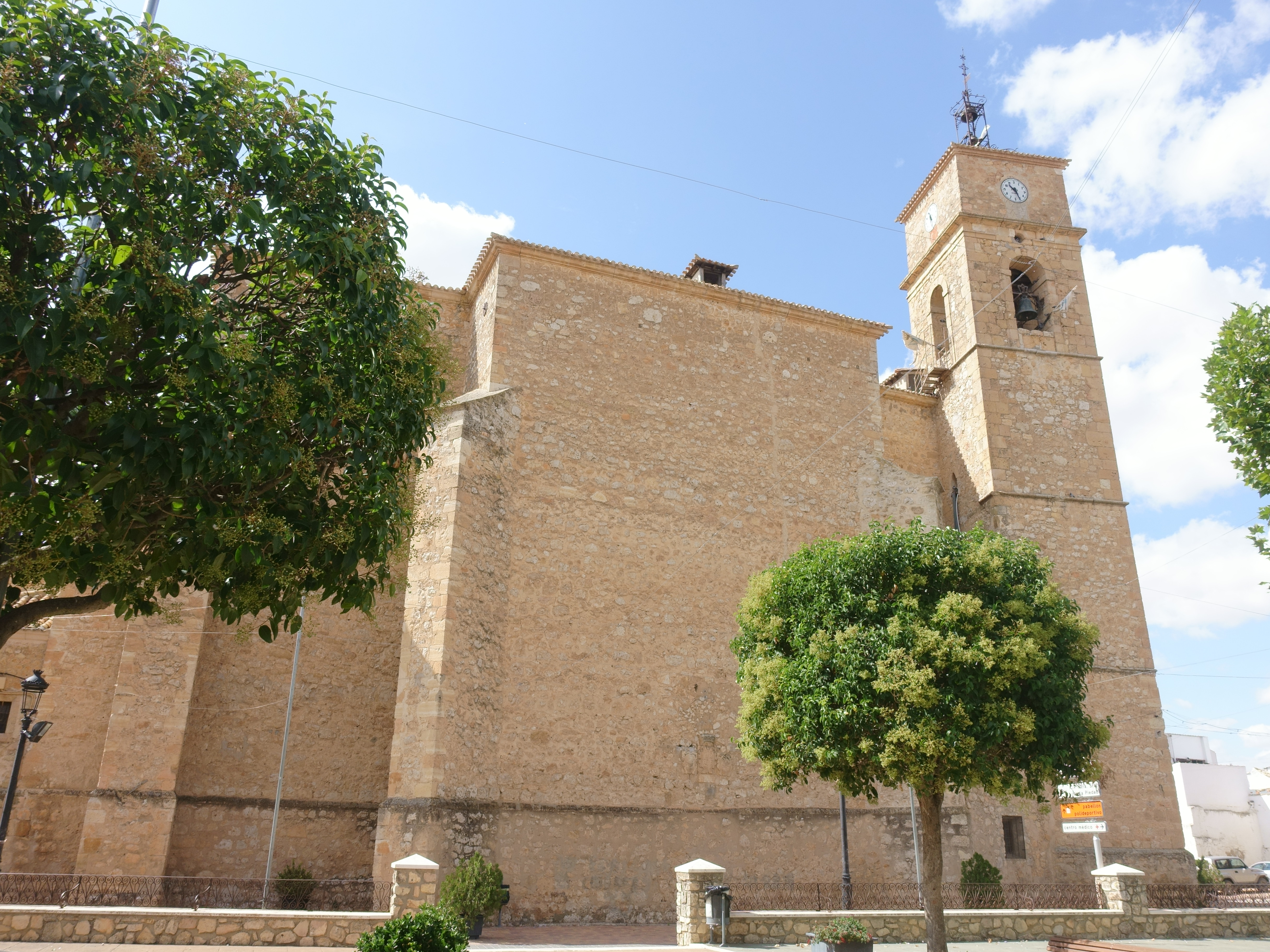
Iglesia de Santiago Apóstol

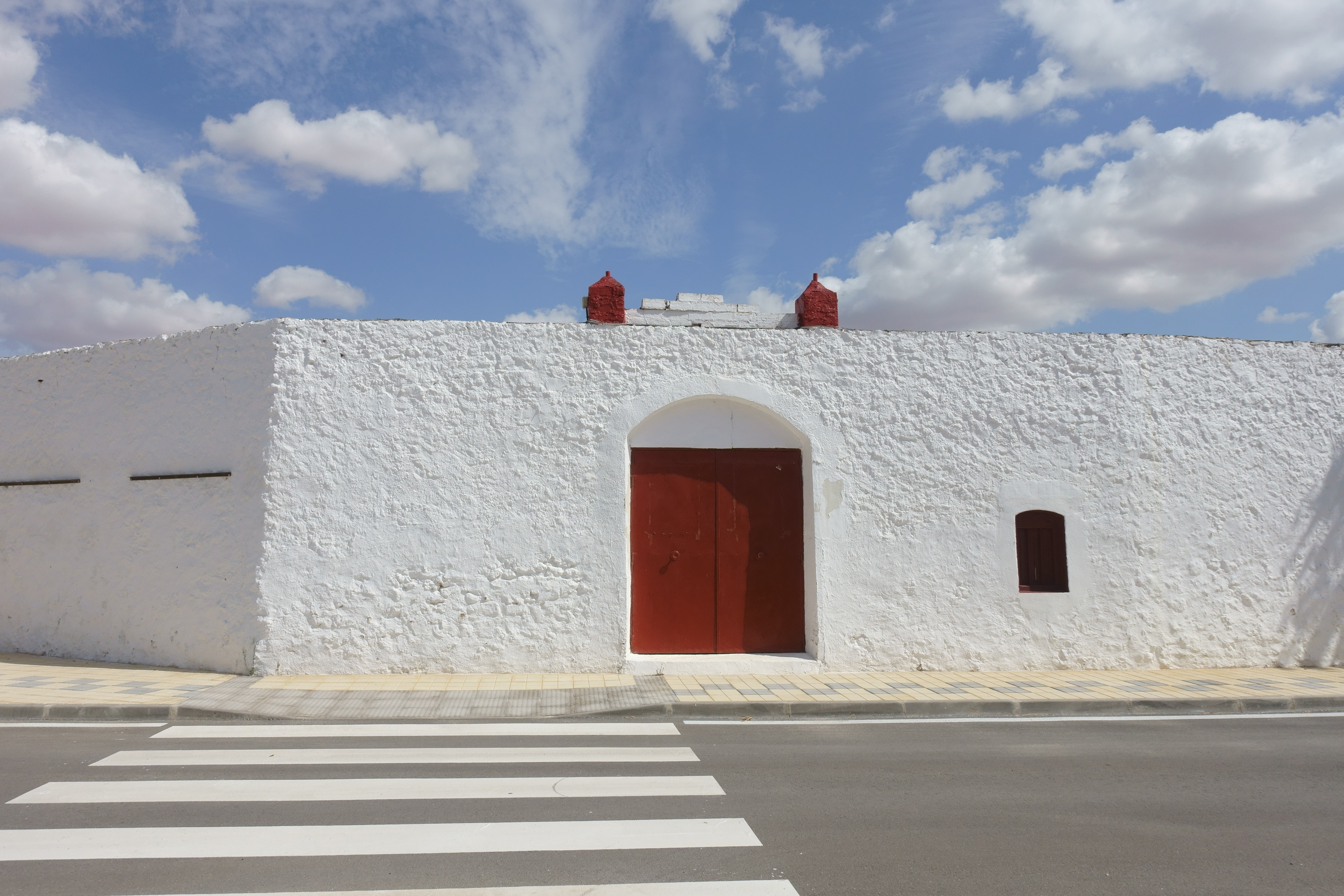
Plaza de toros

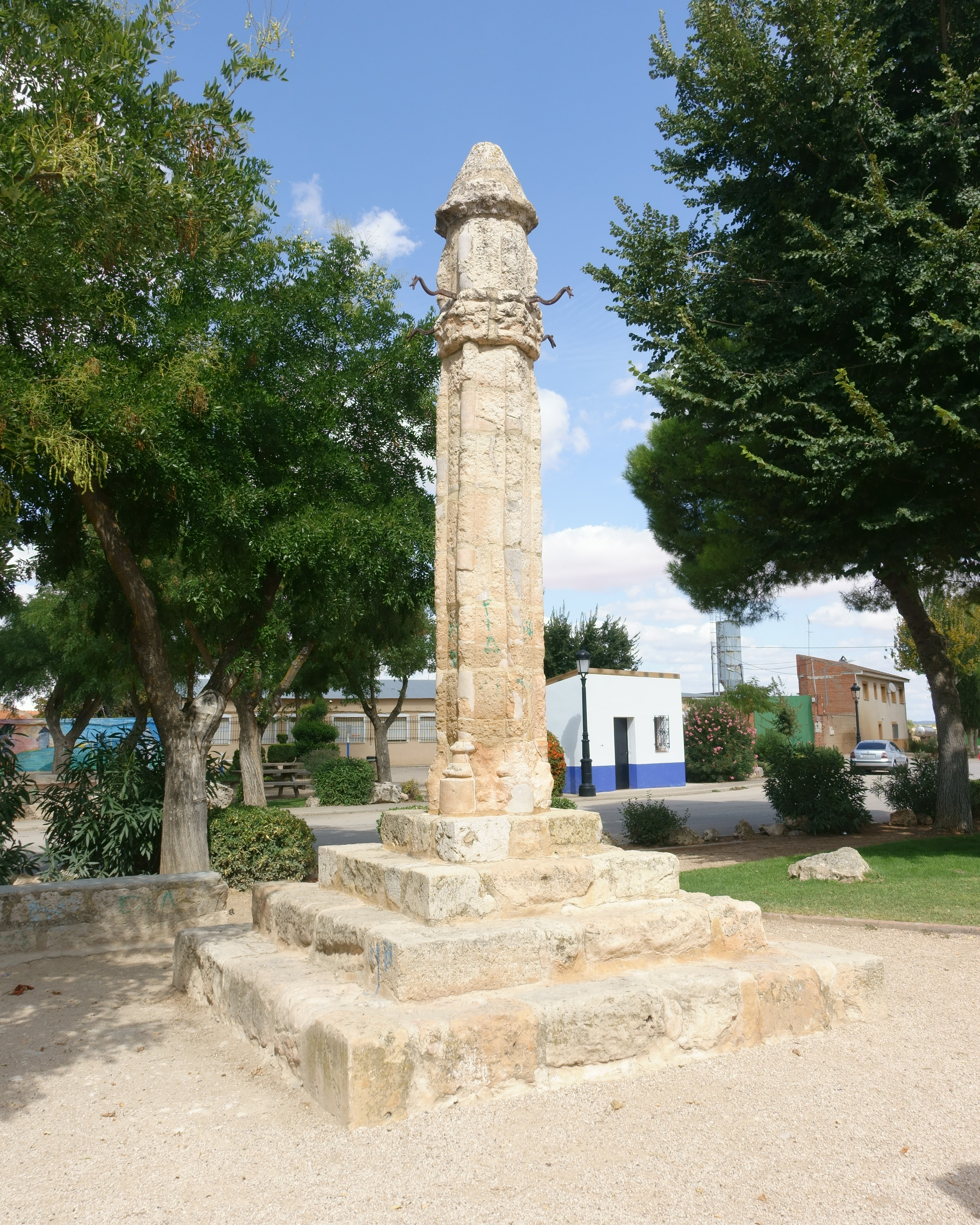
Rollo jurisdiccional

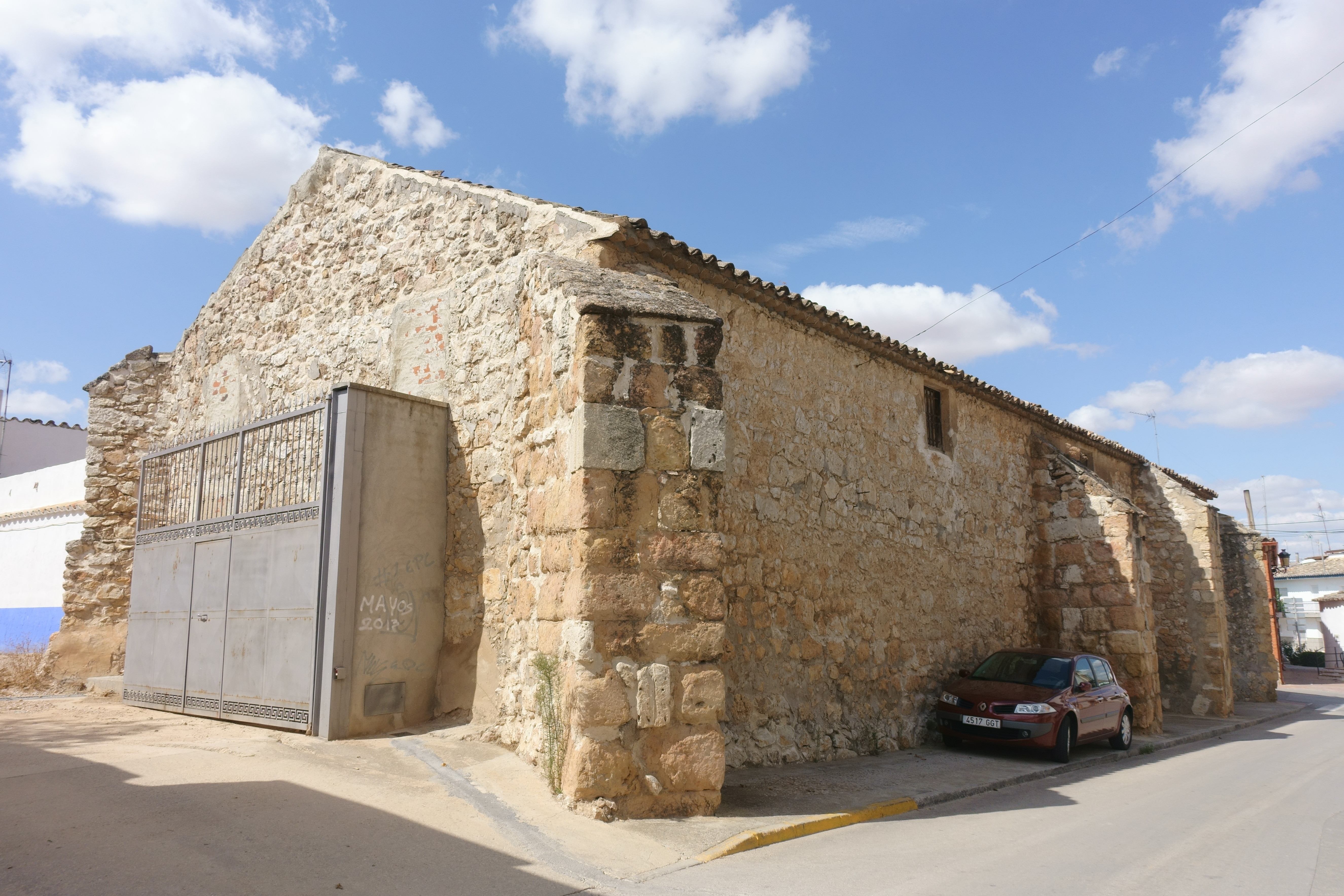
Casa de la Tercia

- Pilar abrevadero. Es un monumento de forma cilíndrica que consta en su interior de un gran pozo desde donde se extraía a sus pilas de piedra en el exterior el agua a través de un sistema tirado por mulas y que servía de agua a todos los animales de labranza antiguamente. Está reconstruido y convertido hoy en centro de exposiciones.
- Ermita Ntra. Sra. de Gracia. Situada en la calle Cervantes, antigua iglesia con planta de cruz latina.
- Plaza de la Constitución. Centro neurálgico que inicialmente acogía los grandes acontecimientos de la Villa, como eran sus ferias, fiestas, mercados... Sobre la grava del suelo se establecían los puestos y tenderetes durante sus fiestas. La primera reforma se realiza en 1972, y Felipe Verdúguez Ovejero es el maestro de obras que redacta el proyecto, en el que se establece una nueva estructura de la que destaca una fuente central rodeada por césped, árboles y rosales, así como bancos de piedra y losa. Por diversos problemas producidos en el suelo a consecuencia de las raíces de las especies arbóreas utilizadas, en 1994 se afronta la segunda reforma, consistente en una nueva construcción, sensiblemente rectangular y delimitada por una barandilla perimetral de forja artesanal sobre murete de mampostería ordinaria, lugares ideales para paseo en las noches calurosas del verano. También destacan las zonas estanciales formadas por bancos de fundición y madera, pero sobre todo el quiosco de música al que rodean farolas fernandinas y un ajardinamiento que también circunda toda la estructura, formado con árboles de hoja caduca, permitiendo así la entrada del sol en el invierno, así como otros de pequeño porte de hoja perenne. Completan este ajardinamiento dos olivos, que junto a los edificios que la rodean, hacen que esta plaza se encuentre en una zona de privilegio de la Villa.
- Plaza de la Cruz verde. Antigua fuente hoy desaparecida y donde hay una peana con una cruz en lo alto del color que da nombre a esta plaza.
- Iglesia Santiago Apóstol. Existe constancia de su construcción en el siglo XVI. Las obras fueron financiadas, en gran parte, por el prior de la Orden de Santiago, Fernando de Santoyo, natural de esta Villa y cuyos restos mortales descansan en la capilla del Santísimo. No tiene un estilo arquitectónico definitivo. Las bóvedas son de trazado gótico, las paredes son lisas, de mampostería y con escasas ventanas, propio del románico. La mezcla de estos estilos y la grandiosidad de las dimensiones junto con la esbeltez de sus columnas contrasta con la simplicidad y ausencia de adornos. Sus muros principales están orientados a los cuatro puntos cardinales, destacando hacia el Saliente, el Altar Mayor realizado en madera dorada con pan de oro y con una clara influencia renacentista. En el exterior destacan grandes contrafuertes que sostienen el empuje de las bóvedas y la torre alberga en su interior una escalera de caracol en piedra de sillería. Las puertas de entrada son renacentistas con cierto estilo barroco y sobre ellas hay un enorme arco de descarga ojival. En el interior se custodia una magnífica talla gótica de la Virgen de la Piedad del siglo XIV.
- Puente de Clemente (Las puentes de San Isidro).
- Plaza de toros. Construida en 1955. Es el fruto de un largo trabajo realizado por los vecinos mediante aportaciones personales: trabajo, piedra, arena, madera, etc., aunque el terreno se adquiere en compra a su propietario por 20 000 pesetas. La inauguración se realiza el 23 de abril de 1956, a las cinco de la tarde, con una novillada en la que actuaron como novilleros Abelardo Vergara, José Gómez Calviñero y Ángel Tomillo de la Parrilla.
- Rollo. El rollo jurisdiccional o picota evoca aún los tiempos en los que los núcleos de población, tras la Reconquista, conseguían su propia jurisdicción y privilegio de villazgo. Es un pilar de piedra, con 4 columnas adosadas en forma de cordones. En la parte superior se conservan las 4 barras de hierro forjado de donde colgarían los condenados. Estos hierros están curvados y finalizan con forma de cabeza de lo que parece un dragón o serpiente. Algunos le encuentran a estas figuras un parecido a cabezas de perro, razón por la que en el pueblo se les conoce como los "perretes" o "perrillos". Este nombre también podría derivar de un tipo de grilletes (llamados también "perrillos") con los que se esposaba a los reos. La columna se asienta sobre una grada, también de sillares de piedra, que elevaba el conjunto para que el reo quedara más y mejor expuesto, dando buen ejemplo para el resto de los habitantes del pueblo. Su construcción se data en el siglo XV, coincidiendo con el final de la Edad Media.

## Fiestas
- 20 de enero. Fiesta de San Sebastián. Conocido como el día en el que se va a correr la merienda. No es fiesta local, pero la tradición hace que este día la gente joven vaya a pasar el día al campo con la repelá, pan redondo típico relleno de costillas, chorizos y lomo. Según la tradición este pan y merienda lo da el familiar que saca a cada uno como hijo de pila en el bautismo.
- 23 de abril. Fiesta de San Jorge. Fiesta local. Patrón de Villanueva de Alcardete. Destaca la procesión en honor a San Jorge, donde se pagan ciertas cantidades de dinero para portar las andas del santo. Al finalizar la procesión es típica la puja en la que se subastan diferentes aportaciones que hacen los habitantes y las tradicionales caridades, elaboradas con harina de trigo y agua, y generalmente con forma de corazón, cuyo origen puede datarse en el siglo XVIII aproximadamente.
- 15 de mayo. Fiesta de San Isidro. Romería, procesión, bendición de los campos. Los actos giran en torno al patrón de los agricultores. Diferentes actos alrededor de la ermita San Isidro que se encuentra situada a las afueras del pueblo cerca del río Cigüela. Tradicional concurso de carrozas, bailes y juegos populares.
- 16 de agosto. Fiesta de San Roque. Cultos religiosos dedicados al Santo. Procesión por varias calles adornadas con sándalo, tomillo y espliego acompañan la imagen hasta la ermita San Roque. Tradición del sorteo de la pañoleta y el cordero.
- Penúltimo sábado de agosto. Fiestas en honor al Santísimo Cristo del Consuelo. Una de las fiestas más importantes de la localidad con diferentes y multitudinarios actos para todas las edades. Destacar el Festival Internacional de Folklore que se celebra en la plaza de toros, así como los toros de fuego (pólvora), los tradicionales encierros de vaquillas el domingo por la mañana, verbenas en la plaza y en el parque durante varios días y concurso de calderetas el lunes.
- Segundo fin de semana de noviembre, duración cuatro días - fiestas en honor a Nuestra Señora de la Piedad. Fiestas patronales en honor a la Virgen de la Piedad La Ricona, declaradas Fiestas de Interés Turístico Regional en 2017 que destacan por los diferentes e importantes actos religiosos como la ofrenda de flores y la procesión. Tradición en la procesión es el baile de las niñas danzantes y el gabozorra, que realizan diferentes bailes típicos al son de la dulzaina castellana y del tamboril. Diferentes actividades y actos como el cross escolar para los más jóvenes, las atracciones en el rollo, conciertos, toro de fuego y pólvora así como la degustación de un plato típico de la comarca para todo el pueblo en la plaza de toros como fin de fiestas.